# Pascal Boucher
Pascal Boucher est un réalisateur français.

## Biographie
Caméraman, réalisateur de reportages (M6, LCP, Arte) et de documentaires, Pascal Boucher est également l'un des fondateurs de la coopérative audiovisuelle Les Mutins de Pangée, qui permet « l’accès au grand public d’une certaine vision du monde déjà promulgué au travers de Zaela TV (un média libre interdit d’antenne par le CSA). »

## Filmographie
- 2005 : Désentubages cathodiques (collectif : Olivier Azam, Pascal Boucher, Christophe-Emmanuel Del Debbio, Michel Fizbin, Pierre Merejkowsky)
- 2010 : Bernard, ni Dieu ni chaussettes
- 2019 : Le ciel peut attendre[2],[3]